# Santiago Sana
Santiago Pedro Sana (* 20. August 1888 in Buenos Aires; † 23. Juli 1959) war ein argentinischer Fußballspieler und Fußballfunktionär. Sana war 1905 Gründungsmitglied und 1914 siebter Präsident des Fußballvereins Boca Juniors. Der englische Name „Juniors“ war von Sana aufgrund seines Studiums der englischen Sprache gewählt worden. 
Sana bestritt am 21. April 1905 auch die erste Begegnung der Vereinsgeschichte und steuerte einen Treffer zum 4:0-Sieg gegen Mariano Moreno bei. Insgesamt bestritt er in den Monaten April und Mai des Jahres 1905 vier Begegnungen für die Boca Juniors. Ein weiterer Torerfolg sollte ihm allerdings nicht mehr gelingen.